# 恒隆地産
恒隆地産（こうりゅうちさん、ハンルン・プロパティーズ、中国語: 恒隆地產、英語: Hang Lung Properties）は、香港の恒隆集団の子会社である、不動産事業を行っている企業である。建設や所有、管理を行っている大手企業でもある。

## 歴史
1960年9月13日に親会社である恒隆集団が陳曾熙と陳曾燾によって設立され、同時に子会社として設立された。設立以来、MTRラインに沿って多数の大規模な住宅団地を建設することで評判を築いた。1980年代初頭に、香港は主権問題に悩まされており、不動産市場は低迷していたが、慎重に会社を経営することが可能となった。
2010年11月、中国本土での拡大に資金を提供するための株式の配置を通じて、最大101億香港ドルを調達することを目指していると述べた。
2020年9月、アメリカ合衆国連邦政府の香港の不動産資産を購入した。

## 主な物件

### 香港
- 康怡花園（中国語版）
- 康蕙花園（中国語版）
- アモイ・ガーデンズ
- 湾景花園（中国語版）
- 君臨天下（中国語版）
- 浪澄湾（中国語版）
- 濱景園（別墅）
- 比華利山
- 観瀾雅軒
- 景峰豪庭
- 帝欣苑
- 名賢居
- 名逸居
- 皓日
- 碧海藍天
- 藍塘道23-39
- 御峯
- 君逸山
- 山頂廣場
- 雅蘭中心
- Fashion Walk

### 中国本土
- 上海恒隆広場
- 港匯恒隆広場
- 無錫恒隆広場
- 天津恒隆広場
- 大連恒隆広場
- 武漢恒隆広場
- 昆明恒隆広場
- 瀋陽市府恒隆広場
- 瀋陽皇城恒隆広場
- 済南恒隆広場
- 杭州恒隆広場